# Ying Yunwei (director)

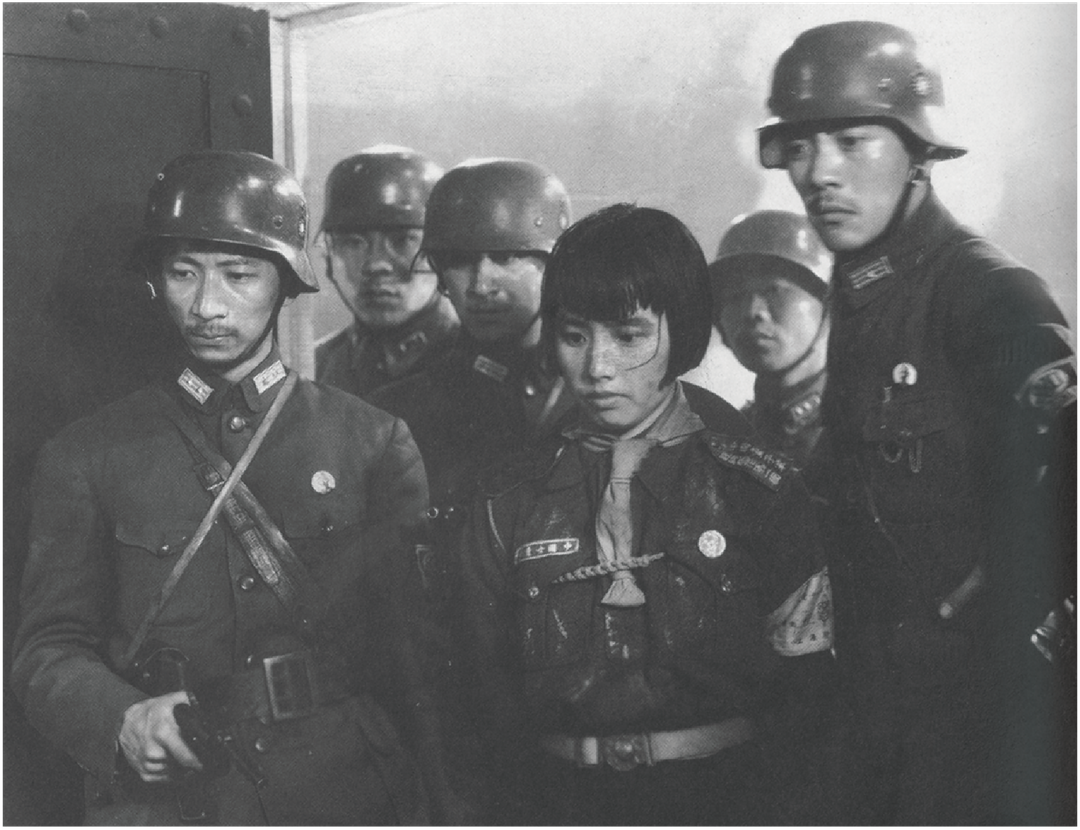
Escena de la pel·lícula "800 Heroes"

En una onomàstica xinesa Ying es el cognom i Yunwei el prenom.
Ying Yunwei   (Shanghai, 7 de setembre de 1904 - 17 de gener de 1967)(en xinès simplificat: 应云卫) va ser un actor, dramaturg, guionista i director de cinema xinès. Integrant de la denominada "Edat d'or" del cinema de la Xina.

## Biografia
Ying Yunwei va néixer a Shanghai el 17 de setembre de 1904 durant els darrers anys de la dinastia Qing. En la seva infantesa, va assistir a una escola privada a Shanghai i el 1915, va ingressar a l'escola pública de Huzhou Luhu. El 1918, després de graduar-se a l'escola, va treballar en empreses com la japonesa Furukawa, l'americana Shenchang & Co. i la Xina Zhaoxing Steamship.
El 1911 va participar en el Moviment per la Nova Cultura i abans de iniciar la seva trajectòria cinematogràfica el 1921 va començar la carrera teatral, primer com actor al cercle teatral de Chongqing per interpretar el drama de Guo Moruo "Qu Yuan" i després el com a autor a la Societat Dramàtica Xinesa on representar la seva primera obra "Resurrecció" al Teatre Cathay.

### Carrera cinematogràfica
El 1932 va entrar a la Yihua Film Company i el 1934 va dirigir la seva primera pel·lícula, una de les primeres del cinema sonor xinès, 桃李劫 (Plunder of Peach and Plum) amb guió i codirigida amb Yuan Muzhi. El film va ser produït per 電通影片公司  (Diantong) una de les primeres productores gestionades por membres del Partit Comunista, que també va produir per directors com Yuan Muzhi, Xu Xingzhi i Situ Huimin. El 1936 va entrar a la productora Mingxing on va dirigir 生死同心 Revolucionaries i el 1938 八百壯士 (800 Heroes) amb la participació de Yuan Muzhi com actor, filmada durant la segona guerra sino-japonesa, amb la intenció de fomentar la moral popular contra els invasors, amb la mateixa intenció el 1940 va rodar 塞上風雲 (Storm on the Border).
En el període de 1948 a 1963 va treballar en diverses productores (Tianma Film Studio, Shanghai Film Studio, Cathay Pacific Pictures i Central Motin Pictures) i va rodar més de 15 pel·lícules d'estils molt diferents, algunes de l'estil anomenat "opera yue o opera de Pequín", col·laborant amb directors com Yang Xiazhong, Yu Zhongqing, Liu Xiong i Lu Jue. També va incorporar actrius com Huan Zongying, Wei Heling i Xu Yulan i actors com Shen Yalun i Wei Heling.

## Posicionament ideològic
A partir del Moviment del Quatre de maig, amb altres actors i directors com Yuan Muzhi i Shen Xiling, va formar part del grup que van desenvolupar el cinema definit com a cinema d'esquerres xinès. La seva pel·lícula Plunder of Peach and Plum (桃李劫 del 1934 va ser seleccionada por el Nationalist Central Film Censorship Comitte (中央电影检查委员会的成立), organisme estatal, para representar a la República en festivals de cinema internacionals. Cal tenir en compte que la carrera de Ying es va desenvolupar i adaptar a les fortes convulsions de l'època, polítiques i militars, com la segona guerra sino-japonesa, la guerra civil xinesa i la proclamació de la República Popular.
| Any  | Títol xinès      | Títol anglès                                                |
| 1934 | 桃李劫           | The Plunder of Peach and Plum                               |
| 1935 | 時勢英雄         | A Hero of Our Time/Heroes of the Times/Businessman in a War |
| 1936 | 生死同心         | Revolucionaries/Life and Death                              |
| 1938 | 八百壯士         | 800 Heroes                                                  |
| 1940 | 塞上風雲         | Storm on the Border                                         |
| 1947 | 憶江南           | Cherish the Memory of Jiangnan                              |
| 1947 | 無名氏           | The Anonymous/People Without Names                          |
| 1948 | 一帆風順         | Smooth Sailing/Good Trip                                    |
| 1948 | 雞鳴早看天       | The Dawning                                                 |
| 1949 | 喜迎春           | Awakening                                                   |
| 1951 | 再生鳳凰         | Phoenix Reborn                                              |
| 1951 | 婦女春秋         | The Annals of Women/Women's Spring and Autumn               |
| 1954 | 不能走那條路     | Can't Follow Along That Path                                |
| 1956 | 宋士傑           | Song Shijie                                                 |
| 1959 | 追魚             | Chasing the Fish/Catching Fish                              |
| 1960 | 斗诗亭           | The Poetry-Contest Pavilion                                 |
| 1961 | 周信芳的舞台艺术 | The Stage Art of Zhou Xinfang                               |
| 1963 | 武松             | Wu Song                                                     |